# 美洲洲際盃
美洲洲際盃（西班牙語：Copa Interamericana；英語：Interamerican Cup）是一項曾由中北美洲及加勒比海足球協會（CONCACAF）與南美洲足球協會（CONMEBOL）共同認可的國際足球賽事。賽事始於1969年，於1998年停辦，原因包括缺乏財務誘因與墨西哥等CONCACAF俱樂部開始參與南美賽事後的重要性下降。
賽事原設計為由CONCACAF冠軍盃冠軍對陣南美解放者盃冠軍，但實際參賽隊伍有時出現變化。賽事通常採主客兩回合，必要時加賽或以點球決勝；然而連續多年未舉行的情況亦屢見不鮮。18屆實際舉辦的賽事中，有4屆在單一場地以多場比賽決出勝負，另有2屆僅以單場定勝負，還有2屆出現並非以「正規資格」取得參賽權的球隊。多數屆次在球隊取得參賽資格後一至兩年才實際比賽。
18屆賽事共13支不同球隊奪冠，阿根廷的獨立隊以3次居首。末代冠軍為美國球隊華盛頓聯隊，於1998年總比分2–1擊敗巴西的華斯高。阿根廷球會累計7次奪冠為最多；烏拉圭的民族隊與獨立隊並列出場次數最多，各3次。

## 歷史
1969年，南美洲（CONMEBOL）與中北美及加勒比（CONCACAF）兩大聯盟達成協議，開辦年度性的「美洲洲際盃」，形式類似洲際盃，由兩洲冠軍對決。首屆由阿根廷的艾斯圖迪安特斯（Estudiantes）對陣墨西哥的托盧卡，雙方各自於客場以2–1獲勝；在蒙得維的亞的加賽中，艾斯圖迪安特斯以一場激烈（用球場暴力形容）的 2–0 奪冠。儘管開局頗具話題，賽事仍因參賽俱樂部利益差異而更趨零散，出現多年空缺。第二屆推遲至1971年方舉行，民族隊以總比分3–2險勝墨西哥藍十字。之後獨立隊自1972至1974年連奪三屆，先後擊敗奧林匹亞（宏都拉斯）、市政隊（瓜地馬拉）與墨西哥的Atlético Español（後兩者經十二碼大戰獲勝），成為唯一三連霸球隊。1977年，墨西哥的阿美利加在加賽擊敗博卡青年，終止南美球會壟斷；勝利後該隊主張有權參加當年洲際盃，最終遭拒。1980年巴拉圭的奧林匹亞將獎盃帶回南美，擊敗薩爾瓦多的FAS；墨西哥城的美洲獅再度北上奪冠，擊敗烏拉圭民族隊，為CONCACAF第二次封王。
其後賽事再度停擺五年。1986年，阿根廷青年於單場決賽擊敗千里達及托巴哥的國防軍。次年河床成功把獎盃留在阿根廷。再下一屆烏拉圭民族隊以總比分5–1大勝宏都拉斯奧林匹亞。哥倫比亞的國民競技輕取美洲獅；其後南美優勢再被阿美利加打破，後者擊敗巴拉圭奧林匹亞。墨西哥普埃布拉未能在主場留住獎盃，被智利的科洛科洛擊敗。隨後賽事重要性顯著下降：1993與1995年兩屆，自由盃冠軍巴西的聖保羅與甘美奧均因興趣缺缺而棄權，由自由盃亞軍（智利的天主教大學與哥倫比亞的國民競技）遞補，兩隊均與哥斯大黎加的薩普里薩鏖戰。1994年，沙士菲體育會擊敗哥斯大黎加的卡達真尼斯；1998年最後一屆，華盛頓聯隊戰勝瓦斯科達伽馬。
1998年停辦後，隨墨西哥球會參與解放者盃及其他CONCACAF球隊參與南美球會盃，此跨洲對決不再獨特。2005年至2023年間，國際足協俱樂部世界盃（原世界冠軍球會盃）格式使CONCACAF與CONMEBOL冠軍再度多次交手。
2023年1月，CONCACAF 與 CONMEBOL 簽署新的戰略合作協議，計畫自2024年起推出「季後賽四強」（Final Four）形式的跨洲俱樂部小型錦標賽，各派兩隊參加。 該活動未如期舉辦；自2024年起，年度國際足協洲際盃納入兩大洲冠軍對決，稱為「美洲德比」。

## 外部連結
- 美洲洲際盃概述 於 RSSSF